# フルヴィオ・コッロヴァーティ
- フルヴィオ・コッロヴァーティ
- フルビオ・コロバティ

フルヴィオ・コッロヴァーティ（Fulvio Collovati、1957年5月9日 - ）は、イタリア出身の元同国代表の元サッカー選手で、ACミランではキャプテンを務め、1982年のワールドカップ・スペイン大会の優勝メンバーである。ポジションはDF。引退後はテレビのコメンテーターとして活動している。

## 経歴
ACミランのユース出身で、1977年のトルネオ・ディ・ヴィアレッジョではMVPに選出され、1976-77シーズンにトップチームに合流した。1978-79シーズンからレギュラーを獲得し、スクデットを獲得した。1979-80シーズン、チームはトトネロにより、セリエBに降格するがミランに留まり、翌シーズンはセリエA昇格に貢献した。1981-82シーズン、ミランのキャプテンを務めた。
1982年のワールドカップ・スペイン大会で優勝後、インテル・ミラノへと移籍した。
1980年の欧州選手権では全試合に出場、1982年のワールドカップ・スペイン大会でも全試合に出場して優勝に寄与し、ベストイレブンに選出された。1986年のワールドカップ・メキシコ大会では1試合に起用されただけだった。

## 所属クラブ
- 1976年-1982年  ACミラン
- 1982年-1986年  インテル・ミラノ
- 1986年-1987年  ウディネーゼ
- 1987年-1989年  ASローマ
- 1989年-1993年  ジェノアCFC

## 代表歴
- イタリア代表　1979-1986
  - 代表通算：50試合出場 3得点

## タイトル
ACミラン
- セリエA ：1979
- コッパ・イタリア ：1977

イタリア代表
- FIFAワールドカップ優勝 ：1982年

個人
- FIFAワールドカップベストイレブン : 1982